# Rhinolophus simulator
Rhinolophus simulator — вид рукокрилих родини Підковикові (Rhinolophidae).

## Поширення
Країни проживання: Ботсвана, Камерун, Кот-д'Івуар, Ефіопія, Гвінея, Кенія, Ліберія, Малаві, Мозамбік, Нігерія, ПАР, Судан, Есватіні, Танзанія, Уганда, Замбія, Зімбабве. Цей вид зазвичай пов'язаний з печерами в районах вологих саван.

## Загрози та охорона
Цей вид знаходиться під загрозою в частинах ареалу через порушення печер і втрати середовища існування в результаті перетворення земель для сільського господарства і видобутку корисних копалин. Цілком імовірно, що він присутній на деяких охоронних територіях.